# Пјано (Маса-Карара)
Пјано је насеље у Италији у округу Маса-Карара, региону Тоскана.
Према процени из 2011. у насељу је живело 153 становника. Насеље се налази на надморској висини од 617 м.